# 濱野千穂
濱野　千穂（はまの　ちほ、1979年2月16日 -）は鹿児島県出身の日本の柔道家。現役時代は48kg級の選手。身長152cm。

## 人物
小学校6年の時には全国少年柔道大会の団体戦で、軽量級の女子選手ながら田崎柔道少年団の一員として決勝まで進むと、静充館柔道場の井上康生と対戦するが袈裟固で敗れて2位にとどまった。鹿屋中学3年の時には全国中学校柔道大会48kg級で2位になった。福岡工大付属高校時代は後のシドニーオリンピック57kg級銅メダリストの日下部基栄と同級生だった。しかし、2年の時に出場した全国高校選手権では3回戦で敗れるなど大きな実績を上げることはできなかった。日下部と同じく純真女子短大に進学すると、1年の時に正力杯で3位、2年の時には優勝を飾った。その後東和大学（2011年廃校）に編入すると、3年の時には正力杯で2連覇を飾った。全国女子体重別でも3位になった。4年の時には選抜体重別で決勝まで進むも、トヨタ自動車の田村亮子に注意で敗れた。正力杯では決勝で筑波大学1年の中島英里子に敗れて3連覇はならなかった。全国女子体重別では決勝で日体大4年の北田佳世を破って優勝を果たした。福岡国際では決勝でシドニーオリンピックで優勝したばかりの田村との再戦になったが警告で敗れた。2001年のフランス国際では3位になると、大学を卒業して肥後銀行所属となった。選抜体重別決勝ではまたもや田村に総合負けで敗れた。東アジア大会では3位にとどまった。2003年には実業個人選手権で優勝を飾った。

## 主な戦績
- 1990年 - 全国少年柔道大会　2位
- 1993年 - 全国中学校柔道大会　2位
- 1997年 - 正力杯　3位
- 1998年 - 正力杯　優勝
- 1999年 - 正力杯　優勝
- 1999年 - 全国女子体重別　3位
- 2000年 - 選抜体重別　2位
- 2000年 - 正力杯　2位
- 2000年 - 全国女子体重別　優勝
- 2000年 - 福岡国際　2位
- 2001年 - フランス国際　3位
- 2001年 - 選抜体重別　2位
- 2001年 - 東アジア大会　3位
- 2002年 - ハンガリー国際　3位
- 2002年 - 全国女子体重別　3位
- 2002年 - 韓国国際　優勝
- 2003年 - チェコ国際　3位
- 2003年 - 実業個人選手権　優勝
- 2003年 - 青島国際　2位

(出典、JudoInside.com)